# Бригенти, Серджо
Серджо Бригенти (итал. Sergio Brighenti; 23 сентября 1932, Модена, Эмилия-Романья — 10 октября 2022, Арлуно, Ломбардия) — итальянский футболист, нападающий, лучший бомбардир чемпионата Италии сезона 1960/61. Офицер Ордена «За заслуги перед Итальянской Республикой».

## Карьера
Профессиональную карьеру Бригенти начал в клубе «Модена», в 1952 году оказался в «Интернационале», вместе с «Интером» он стал двукратным чемпионом Италии. В дальнейшем выступал за клубы «Триестина» и «Падова», а лучшие свои годы провёл в «Сампдории», будучи игроком которой стал лучшим бомбардиром Серии А, а также стал регулярно вызываться в сборную. За сборную Италии дебютировал 6 мая 1959 года в матче против сборной Англии. Всего провёл в составе сборной 9 матчей в которых забил 2 гола, оба в товарищеских матчах в ворота сборной Англии. Завершил игровую карьеру Бригенти в 1965 году в клубе «Торино». Спустя несколько ле после завершения карьеры игрока, стал главным тренером в клубе Серии А «Варезе», но клуб под его руководством вылетел в Серию B и он был уволен, спустя три года он вернулся в «Варезе», и вновь вместе с клубом вылетел из Серии А. В дальнейшем руководил ещё несколькими клубами низших дивизионов и вскоре завершил тренерскую карьеру.

## Достижения
- Чемпион Италии (2): 1952/53, 1953/54
- Лучший бомбардир Серии А (1): 1960/61